# (3340) Yinhai
(3340) Yinhai es un asteroide perteneciente al cinturón de asteroides, descubierto el 12 de octubre de 1979 por el equipo del Observatorio de la Montaña Púrpura desde el Observatorio de la Montaña Púrpura, Nankín (China).

## Designación y nombre
Designado provisionalmente como 1979 TK. Fue nombrado Yinhai en homenaje a la región de Yinhai en la República Popular China.